# ITB Berlin
ITB Berlin — полное название  «Международная туристическая биржа в Берлине» (нем. Internationale Tourismus-Börse Berlin) — одна из крупнейших туристских ярмарок мира, ежегодно проводимая в столице Германии на территории большого выставочного комплекса Мессе Берлин, оператором которого является Messe Berlin GmbH. На стендах и в залах выставки, оборот которой составляет около пяти миллиардов евро, представлены туроператоры, системы бронирования, авиакомпании, гостиницы, культурные объекты разных стран мира, аренда автотранспорта и другие туристские услуги. Официальный двуязычный сайт (нем. и англ.) регулярно обновляет информацию о прошедших, текущих и предстоящих событиях на ITB Berlin.

## История
ITB Berlin возникла по инициативе Манфреда Буше, германского предпринимателя и выставочного менеджера. Впервые она открылась в 1966 году, тогда в 
Международной туристской бирже участвовали из пяти стран мира Бразилии, Гвинеи, Египта, Ирака и Западной Германии только девять экспонентов, которые представили свои материалы на выставочной площади 580 м² для 250 профессиональных посетителей. В Зале конгрессов на территории парка Тиргартен проходил семинар, где с представителями 24 стран Центральной и Западной Африки обсуждалась тема: «Новые цели отдыха в новых континентах» (нем. Neue Urlaubsziele in neuen Kontinenten). 
В 1968 году на площади 4700 м² ITB Berlin проводилась совместно с другой международной выставкой, посвящённой лодкам и отдыху (нем. Internationalen Boots- und Freizeitschau Berlin), где побывали 1250 профессионалов и 123 500 рядовых посетителей. В этой совместной выставке впервые участвовали две страны восточного блока — Румыния и Венгрия, что было непривычно для периода холодной войны. Выставочная площадь ITB Berlin постепенно расширялась: в 1972 году — 13 400 м², в 1976 — 35 500 м².  В 1980 году выставочная площадь составляла 52 500 м². В наши дни ITB Berlin занимает 26 залов общей площадью 160 000 м², включая Дворец у радиобашни. 
В последние годы число стран-участниц превышает цифру 180. Статистические показатели свидетельствуют о неуклонном росте популярности туристской биржи. 
В 2015 году число посетителей выставки за пять дней составило 175 тысяч.
Генеральный директор Messe Berlin GmbH — Др. Кристиан Гёке, поблагодарив участников за успех ITB Berlin в 2015 году, пригласил всех приезжать в следующем году на празднование 50-летнего юбилея выставки.
Запланированную на 4—8 марта 2020 года работу ITB Berlin незадолго до открытия пришлось отменить из-за опасного распространения в мире коронавируса.
В 2021 году  международная туристическая биржа ITB Berlin впервые была заявлена в виртуальном формате с 9 по 12 марта.

## Концепция
Международная туристская биржа ITB Berlin широко представляет многообразие рынка туристических услуг, на неё в Берлин привозят свои экспонаты более одиннадцати тысяч участников, съезжаются представители туристских фирм для расширения коммерческих связей в своем бизнесе. По мнению многих специалистов, выставка оптимально отражает основные тенденции развития и сегменты международного туризма, среди которых морские и речные круизы, экологический туризм, спортивный туризм, культурный туризм, приключенческий туризм,  семейный отдых с детьми и другие сегменты.

### Официальные страны-партнёры

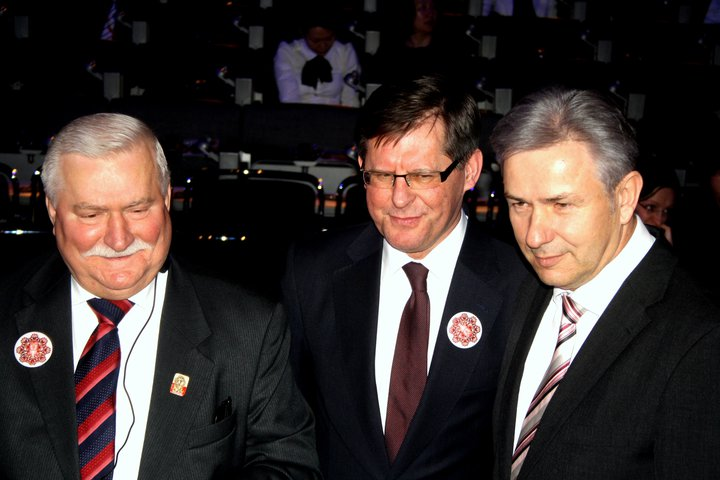
ITB—2011, Лех Валенса, Адам Герш и Клаус Воверайт

С 2004 года на ITB Berlin реализована идея выбора стран-партнёров, которые ежегодно сменяют друг друга. 
В 2015 году Монголия как страна-партнёр представила тенденции экологически чистого туризма, посетители могли войти в импровизированную монгольскую юрту, познакомиться в нескольких залах с туристическими предложениями страны.

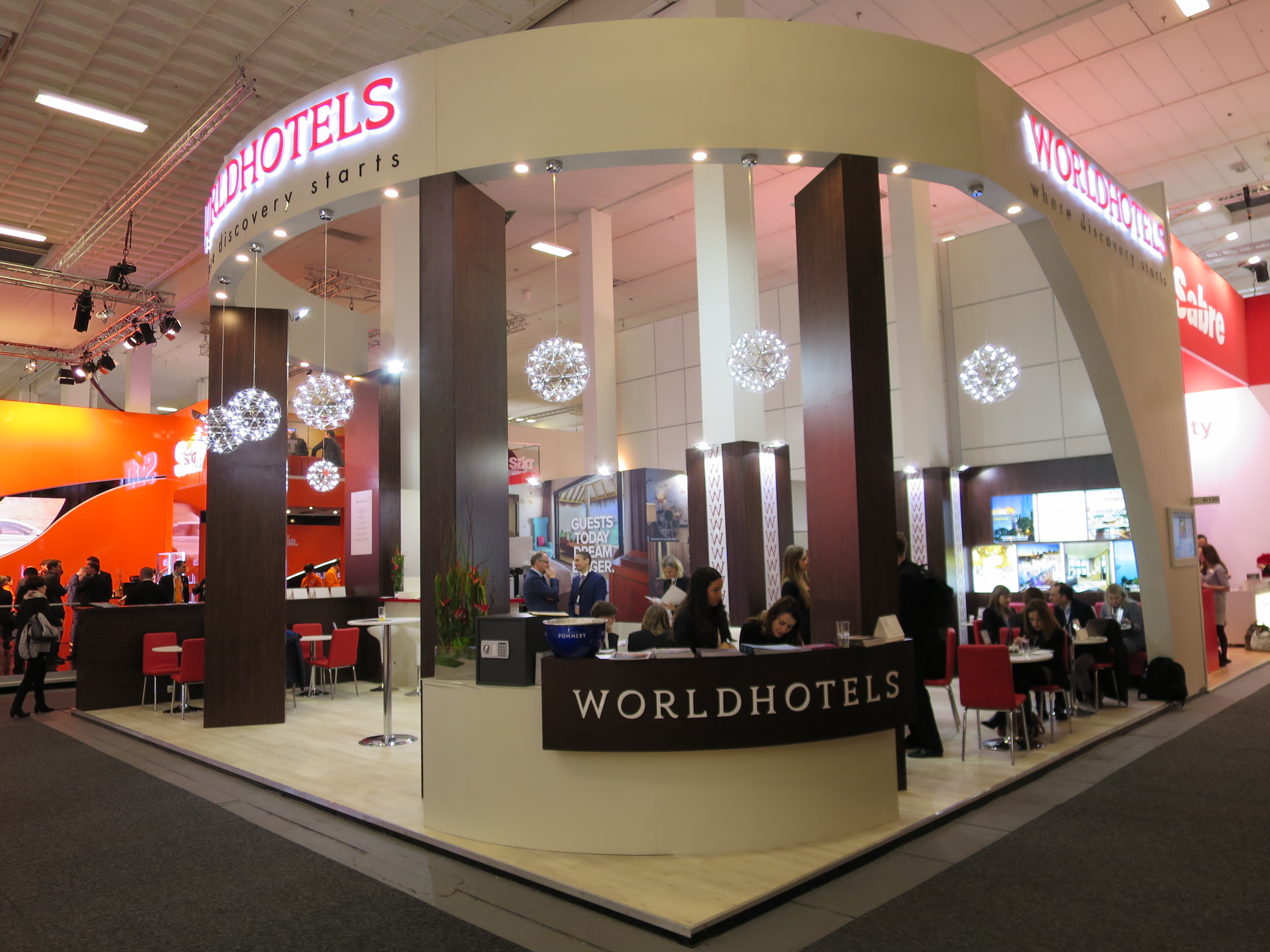
ITB—2017. Стенд международных отелей

В год 50-летнего юбилея ITB Berlin (2016) страной-партнёром были Мальдивы, в 2017 году —  Ботсвана, в 2018 году — Мекленбург-Передняя Померания, в 2019 была Малайзия, на 2020 год было запланировано государство Оман,  но из-за пандемии многие планы пришлось изменить. 
- 2004: Перу
- 2005: Германия
- 2006: Греция
- 2007: Индия
- 2008: Доминиканская Республика
- 2009: Региональный союз Рурской области[нем.]
- 2010: Турция
- 2011: Польша
- 2012: Египет
- 2013: Индонезия
- 2014: Мексика
- 2015: Монголия
- 2016: Мальдивы
- 2017: Ботсвана
- 2018: Мекленбург-Передняя Померания
- 2019: Малайзия
- Изменения из-за пандемии
- 2023: Грузия
- 2024: Оман

### ITB Конгресс
ITB Конгресс, с 2004 года являющийся специализированной составной частью ITB Berlin, собирает до 21 000 участников. Примерно 400 докладчиков и гостей из сферы бизнеса и политики посещают в тематические дни более 200 сессий ITB Конгресса.

### ITB Академия
ITB Академия, более 45 лет объединяющая компетентных специалистов международного туризма, предлагает для  профессиональных участников ITB Berlin помощь в форме тренингов и семинаров по тематике новых исследований, а также круглый год предоставляет отраслевые знания в ITB Библиотеке.

### ITB Библиотека
ITB Библиотека накапливает архив знаний о проведенных за многие годы выставках ITB Berlin. Презентации и видео с основными моментами важных проходивших событий являются доступными для всех. Существует также перечень исследований и книжных изданий
.

### ITB Азия
ITB Asia регулярно проходит с 2008 года в Сингапуре, представляя собой распространение концепции ITB Berlin на страны Азиатско-Тихоокеанского региона с ориентацией на малые и средние предприятия, на поставщиков и провайдеров туристских услуг, на азиатскую индустрию туризма, на  динамичное развитие в этом регионе.

### ITB награды за книги
С 2003 года на выставке ежегодно вручаются призы независимого жюри журналистов за лучшие книжные достижения в области путешествий и туризма (нем. ITB BuchAwards).

### Награды лучшим экспонентам

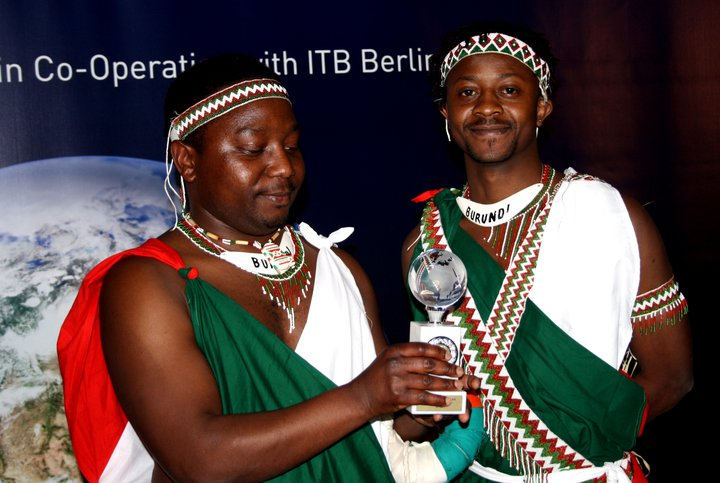
ITB—2011. Награждение коллектива Бурунди

Более десяти лет лучшим экспонентам присуждаются награды ITB Berlin. В сотрудничестве и от имени Messe Berlin GmbH около 30 студентов кёльнской высшей школы Cologne Business School участвует в оценке каждого из примерно 12 000 экспонентов во время работы выставки.

## Церемонии открытия и закрытия
Торжественные церемонии открытия ITB Berlin с 1979 года проходят в Берлинском международном конгресс-центре. В 2010 году начали проводить церемонии закрытия выставки в форме концертного финального шоу во Дворце возле Берлинской радиобашни (нем. Palais am Funkturm). 2010 год по программе ЮНЕСКО был объявлен «Международным годом сближения культур», поэтому на церемонии закрытии ITB Berlin-2010 состоялась праздничная презентация Дельфийских игр, проводимых в разных странах мира Международным Дельфийским советом, который стал партнёром выставки.
|  |  |  |  |  |

По итогам участия МДС в организации финального шоу 2010 года под девизом «Искусство и культура — сопереживание всеми чувствами» было решено в дальнейшем ежегодно проводить Дельфийский праздник во Дворце у радиобашни (нем. Palais am Funkturm) во время работы ITB Berlin.
|  |  |  |

В торжественных церемониях открытия и закрытия принимают участие видные деятели стран-партнёров, страны-хозяина, руководители ITB Berlin; объявляются новинки и перспективы развития; вручаются награды.
Видеофильмы:

Праздник Дельфийских игр на ITB 2010 (нем.) (англ.)

Дельфийский фестиваль на ITB 2012 (англ.) (нем.)

Дельфийский фестиваль на ITB 2013 (англ.) (нем.)
В 2011 году на Международной туристской бирже дебютировал Дельфийский конкурс короткометражных документальных фильмов «Delphic Art Movie Award 2011(DAMA)», о чём сообщали СМИ разных стран мира Греции, Южной Кореи, ЮАР, Индии, России, Швейцарии, Исландии, Новой Зеландии и так далее;,.
Из сорока двух стран мира на конкурс было прислано 136 короткометражных фильмов, среди которых Международное жюри выделило 24 фильма для номинирования на церемонию награждения, а из них 8 фильмов, отмеченные сертификатами Международного жюри, были объявлены победителями во время финального шоу 13 марта 2011 года на торжественном закрытии ITB Berlin.

## Место проведения

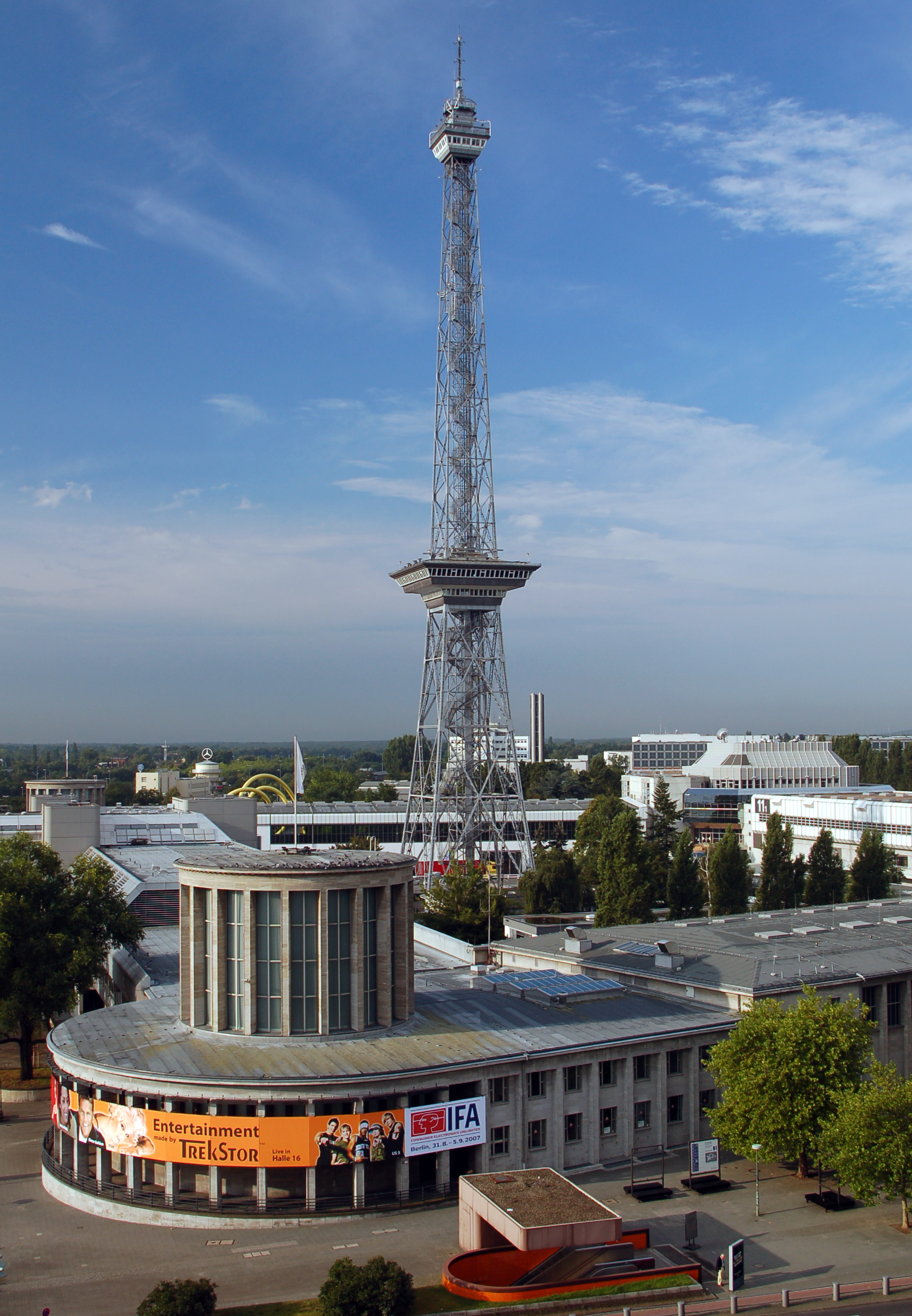
Вид на выставочный центр Мессе Берлин поблизости от берлинской радиобашни

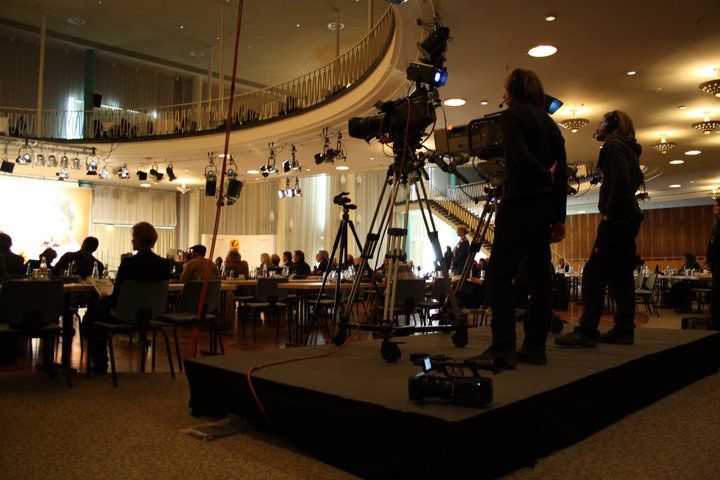
Прессконференция перед открытием ITB—2011 во Дворце у берлинской радиобашни

ITB Berlin проводится в крупном выставочном центре Мессе Берлин в административном округе Шарлоттенбург-Вильмерсдорф. Этот комплекс объединяет 26 выставочных павильонов общей площадью — 160 тыс. м².
Кроме осмотра экспозиции, во время работы ITB Berlin можно принять участие в симпозиумах, встречах с экспертами, различных семинарах и круглых столах для прессы, которые проходят в разных павильонах выставочного центра и в Берлинском международном конгресс-центре.
На ITB Berlin представлены все составляющие туристской индустрии — международные федерации туризма, национальные и региональные туристические организации, туристические и транспортные агентства и туроператоры, отели, страховые компании и т. п.
Берлинский туристский форум признан барометром мировой экономической ситуации турбизнеса и вторым по значимости после лондонской World Travel Market.

## Транспорт
Напротив северного входа выставочного комплекса, где проходит туристская ярмарка, на противоположной стороне Мазуреналлее (нем. Masurenallee) находится Центральный автовокзал «ZOB» для автобусов дальнего следования и пригородных маршрутов.
Поблизости проходят линии Берлинской городской электрички «S-Bahn» (S41, S42, S46 — остановка Messe Nord/ICC или S75, S3 — остановка Messe Süd), Берлинского метрополитена «U-Bahn» (U2 — остановка Kaiserdamm) и городские автобусные маршруты X34, X49, 104, 139, 218, 349.
Для персонального автотранспорта предоставляется 12 тыс. мест парковки.
Прямое транспортное сообщение предусмотрено от Берлинского экспоцентра «Аэропорт», а также от открытого 31 октября 2020 года международного аэропорта Берлин-Бранденбург.